# Josef Vinš
Josef Vinš (* 7. prosince 1961) je bývalý český fotbalista, útočník nebo ofenzivní záložník. Po skončení aktivní kariéry působí jako trenér na regionální úrovni.

## Fotbalová kariéra
Odchovanec Autoškody Mladá Boleslav hrál nejvyšší soutěž za pražské kluby Bohemians a Slavia, v pozdějším období své kariéry působil v FK Arsenal Česká Lípa a FK Chmel Blšany, v roce 1998 ještě pomohl svému mateřskému klubu postoupit do 2. ligy. V československé lize nastoupil v 96 utkáních a dal 12 gólů. V sezóně 1988/1989 byl s 20 góly za Autoškodu Mladá Boleslav nejlepším střelcem tehdejší 1. ČNFL.

## Ligová bilance
| Ročník                                   | Zápasy | Góly | Klub              |
| ---------------------------------------- | ------ | ---- | ----------------- |
| 1. československá fotbalová liga 1985/86 | 14     | 2    | Bohemians Praha   |
| 1. československá fotbalová liga 1986/87 | 14     | 0    | Bohemians Praha   |
| 1. československá fotbalová liga 1987/88 | 12     | 0    | Bohemians Praha   |
| 1. československá fotbalová liga 1989/90 | 29     | 8    | Bohemians Praha   |
| 1. československá fotbalová liga 1990/91 | 27     | 2    | SK Slavia Praha   |
| Česká fotbalová liga 1997/98             | -      | 4    | FK Mladá Boleslav |
| CELKEM 1. liga                           | 96     | 12   |                   |